# Miossens-Lanusse
Miossens-Lanusse – miejscowość i gmina we Francji, w regionie Nowa Akwitania, w departamencie Pireneje Atlantyckie.
Według danych na rok 1990 gminę zamieszkiwały 183 osoby, a gęstość zaludnienia wynosiła 20 osób/km² (wśród 2290 gmin Akwitanii Miossens-Lanusse plasuje się na 994. miejscu pod względem liczby ludności, natomiast pod względem powierzchni na miejscu 1124.).